# Roccasparvera
Roccasparvera (piemontesisch Rocasparvera, okzitanisch la Roca) ist eine Gemeinde in der italienischen Provinz Cuneo (CN), Region Piemont.

## Lage und Einwohner
Roccasparvera liegt 12 km südwestlich von der Provinzhauptstadt Cuneo entfernt an der Stura di Demonte. Das Gemeindegebiet umfasst eine Fläche von 11,24 km² und hat 742 Einwohner (Stand 31. Dezember 2023). Zur Gemeinde zählen die Fraktionen (Frazioni) Castelletto, Piano Quinto, Tetti Beraudi und Tetto Colombero.
Die Nachbargemeinden sind Bernezzo, Borgo San Dalmazzo, Cervasca, Gaiola, Rittana und Vignolo.

## Geschichte
Der Ortsname erscheint in antiken Zeugnissen mit „Rupe Sparveria“ und später mit „Rocca Sparviera“. Die Etymologie findet sich in der Zusammensetzung „rocca sparvaria“, wobei die Determinante ein lateinisches Adjektiv ist, das aus dem fränkischen Wort „sparwari“ im Sinne von „Adler, der Spatzen frisst“, also „Sperberklippe“ gebildet wird. Auf dieser Klippe wurde eine Burg errichtet, von der nur noch wenige Ruinen übrig sind. Die Geschichte des Dorfes ist eng mit dieser Burg verbunden, um die sich die Kämpfe zwischen den Markgrafen von Saluzzo und den Markgrafen von Anjou abspielten, bis zur Ankunft der Savoyer, die sie im 16. Jahrhundert endgültig in Besitz nahmen.
Am 17. März 1945 wurden vier Partisanen gefangen genommen und anschließend auf der Piazza Castello von den Nazis erschossen; Die durch Schusswaffen verursachten Spuren an den Wänden sind noch heute sichtbar.

## Sehenswürdigkeiten
- Die Kapelle der Madonna delle Grazie aus dem 19. Jahrhundert, umgeben von einem großen Portikus
- Die Pfarrkirche Sant’Antonio aus dem 15. Jahrhundert und das Rathaus.
- Ein Steinbrunnen mit überdachtem Waschbecken.
- Auf einem Hügel, an der Straße nach Vignolo, steht die Kapelle San Bernardo aus dem 18. Jahrhundert.

## Gemeindepartnerschaft
- Reillanne